# Distretto di Bole
Il distretto di Bole (ufficialmente Bole District, in inglese) è un distretto della Regione di Savannah del Ghana.